# Daktari

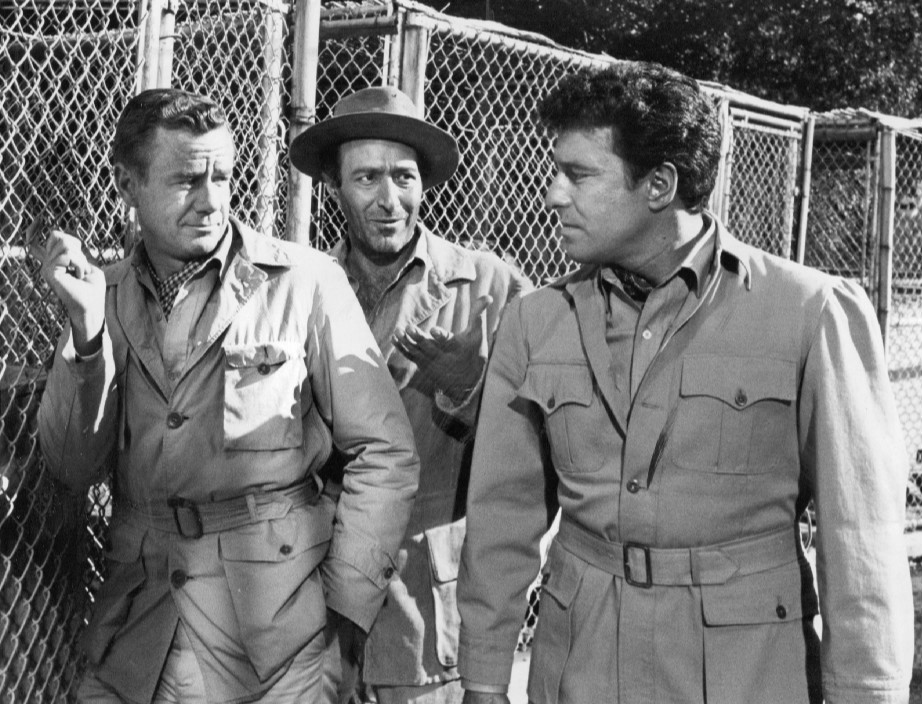
Marshall Thompson (Dr Tracy), Richard Angarola et Nice Minardos.

Daktari ("docteur" en swahili) est une série télévisée américaine en 89 épisodes de 50 minutes, créée par Ivan Tors et Art Arthur et diffusée entre le 11 janvier 1966 et le 15 janvier 1969 sur le réseau CBS.
En France, la série a été diffusée à partir du 25 août 1969 sur la première, puis à partir de 1971 sur la deuxième chaîne de l'ORTF.  Au Québec, elle a été diffusée à partir du 7 septembre 1970 à la Télévision de Radio-Canada.

## Synopsis
Le quotidien de Marsh Tracy, un vétérinaire qui dirige un centre d'études sur le comportement des animaux à Wameru, au Kenya. Il est épaulé par sa fille Paula, Jack Dane, un Américain, et Mike Makula, un Kenyan. Ensemble, ils dirigent le centre vétérinaire mais défendent également les animaux sur le terrain contre les braconniers et les autorités locales. Mais les véritables héros de la série sont Judy, une guenon impertinente, et Clarence, un lion nonchalant doté d'un fort strabisme.

## Fiche technique
- Titre original et français : Daktari
- Réalisateur : Paul Landres, John Florea, Andrew Marton, Dick Moder, Otto Lang
- Scénaristes : Malvin Wald, Ted Herbert, William Clark, Lawrence L. Goldman
- Musique : Herbert Doerfel, Shelly Manne, Henry Vars
  - Générique : Shelly Manne et Henry Vars
- Production : Ivan Tors, Leonard B. Kaufman
- Sociétés de production : Ivan Tors Films Production, MGM Television
- Pays d'origine : États-Unis
- Langue : anglais
- Nombre d'épisodes : 89 épisodes (4 saisons)
- Durée : 50 minutes
- Principaux lieux de tournages[2] :
  - Africa USA (extérieurs), Acton, Californie (États-Unis)
  - Greenwich Studios (intérieurs), Miami, Floride (États-Unis)
- Dates de première diffusion 
  -  États-Unis : 11 janvier 1966
  -  France : 25 août 1969

## Distribution
- Marshall Thompson (VF : Jean Lagache) : Dr Marsh Tracy
- Cheryl Miller (VF : Claude Chantal) : Paula Tracy
- Yale Summers (en) (VF : Jean-Pierre Dorat) : Jack Dane
- Hedley Mattingly (en) : Officier Hedley
- Hari Rhodes (VF : Bachir Touré) : Mike Makula
- Don Marshall (en) (VF : Bachir Touré) : Luke
- Ross Hagen : Bart Jason
- Erin Moran : Jenny Jones
- Clarence le lion
- Judy la guenon

## Épisodes

### Première saison (1966)
1. Le Voleur d'éléphant (The Elephant Thieves)
2. Le Braconnier (Predator of Wameru)
3. Le Mangeur d'hommes (The Killer Lion)
4. Les Lionceaux (Adventure of the Lion Cubs)
5. Sur la trace du guépard (Trail of the Cheetah)
6. Le Léopard de Mdala (Leopard of Madla George)
7. Contrebande de diamants (The Diamond Smugglers)
8. Le Petit Chimpanzé (The Chimp Who Went Ape)
9. Prince (The Killer Dog)
10. Les Fauves entre eux (1) (Return of the Killer: Part 1)
11. Les Fauves entre eux (2) (Return of the Killer: Part 2)
12. Reportage à Wameru (The Man-Eater of Wameru)
13. Le Diplomate apprivoisé (Crisis at the Compound)
14. Les Otages (The Hostages)
15. Judy et la hyène (Judy and the Hyena)
16. Le Mur de flammes (1) (Wall of Flames: Part 1)
17. Le Mur de flammes (2) (Wall of Flames: Part 2)
18. Judy et les trafiquants d'armes (Judy and the Gunrunners)

### Deuxième saison (1967)
1. Le Retour de Clarence (The Return of Clarence)
2. Le Piège (Deadline to Kill)
3. La Dernière chasse du Daktari (Daktari's Last Hunt)
4. Judy en péril (Judy's Hour of Peril)
5. L'Émir et le guépard (Cheetah at Large)
6. La Grande Épreuve (The Test)
7. Judy artiste peintre (Born to Die)
8. Le Jugement (The Trial)
9. La grande soif (Death in the African Sun)
10. Le Léopard fantôme (Revenge of the Leopard)
11. Tirez à vue (Shoot to Kill)
12. La Tarentule (Cry for Help)
13. Clarence le tueur (Clarence the Killer)
14. Un imitateur dangereux (The Chimp Who Cried Wolf)
15. Judy et le gorille (Judy and the Gorilla)
16. Judy braconnière (Judy the Poacher)
17. Au rendez-vous des lions (House of Lions)
18. Terreur dans la brousse (Terror in the Bush)
19. Compte à rebours (Countdown for Paula)
20. Judy et le bébé éléphant (Judy and the Baby Elephant)
21. Du plomb pour Hedley (A Bullet for Hedley)
22. Judy agent secret (Undercover Judy)
23. Au revoir Mike Makula (Goodbye Mike Makula)
24. Printemps à Wamera (Operation Springtime)
25. Clarence roi (King Clarence)
26. La Chasse au tigre (The Long Hunt)
27. Judy et le vautour (Judy and the Vulture)
28. Le Petit Lion malheureux (A Cub Called Danger)

### Troisième saison (1968)
1. Judy cosmonaute (Judy and the Astro-Chimp)
2. Le Procès d'un léopard (The Execution)
3. Le Rapt du lionceau royal (Crime Wave at Wameru)
4. Miracle dans la jungle (Miracle in the Jungle)
5. Mtula (Killer Tribe)
6. La Corrida de Wameru (Scent of Fear)
7. Le Retour du fantôme (The Return of the Phantom)
8. Compte à rebours pour Judy (Countdown for Judy)
9. Judy et les deux truands (Judy and the Jailbirds)
10. Petit Lion perdu (One of Our Cubs Is Missing)
11. Judy et le pur-sang (Judy and the Thoroughbred)
12. Le Retour d'Ethel et Albert (The Return of Ethel and Albert)
13. Judy et le prestidigitateur (Judy and the Wizard)
14. Clarence et son harem (Clarence's Love-In)
15. La Migration des éléphants (1) (The Elephant Raid: Part 1)
16. La Migration des éléphants (2) (The Elephant Raid: Part 2)
17. Œil pour œil (License to Kill)
18. Le Guépard apprivoisé (The Killer Cub)
19. La réconciliation (Lion Killer)
20. Le Cimetière des éléphants (Riddle of the Bush)
21. L'Erreur (The Big Switch)
22. Wameru se modernise (Judy Strikes Back)
23. Judy infirmière (Little Miss Nightingale)
24. Le Maraudeur (The Killer of Wameru)
25. La Rage de vivre (The Will to Live)
26. Le Grand esprit (Toto the Great)
27. Le Monstre de Wameru (The Monster of Wameru)
28. Adieu Wameru (Goodbye, Wameru)

### Quatrième saison (1969)
1. Jenny trouve une famille (A Family for Jenny)
2. Les Fugitifs (The Runaways)
3. L'Héritage africain (African Heritage)
4. Un duel au revolver (African Showdown)
5. Adam et Jenny (Adam and Jenny)
6. Le Collier perdu (The Outsiders)
7. L'Homme fort (A Man's Man)
8. Le Mystère de Sabrina (A Tiger's Tale)
9. Les Lions de la vallée d'Akka (Strike Like a Lion)
10. Les Baguettes magiques (Divining God)
11. Le Vrai cœur de la jungle (Jungle Heartbeat)
12. Clarence cœur de lion (Clarence, the Lion-Hearted)
13. La Découverte (The Discovery)
14. Le Destin d'Usumbu (Once Upon a Fang)
15. Le Retour de Judy (Judy Come Home)

## Origine de la production
La série est inspirée de la vie du vétérinaire Antonie Marinus Harthoorn (en) et de son épouse Susanne Hart, qui, dans les années 1960, se sont engagés aux côtés des Africains pour faire évoluer le continent tout en protégeant la nature et les hommes. Toni Harthoorn ouvrit un orphelinat pour animaux à Nairobi. Son action lui a valu le titre honorifique de daktari, « docteur » en swahili, qui lui a été décerné par la population.
Le film de 1965, Clarence, le lion qui louchait servit de pilote à la série.

## Lieux de tournage
La série Daktari ne fut pas tournée en Afrique, mais à 43 km au nord de Los Angeles, à Africa, en Californie, un ranch d'animaux sauvages, propriété à l'époque du dresseur Ralph Helfer. Les scènes d'intérieur ont été tournées à Greenwich Studios, à Miami.

## Autour de la série
- Le succès hebdomadaire de la série fut énorme auprès du public américain. La série a été à l'initiative, chez les enfants, de nombreuses passions pour les animaux.[réf. nécessaire]
- L'épisode 25 de la chaine Youtube Les Chroniques de Minuit intitulé: Hantise au Lodge de Timbavati présente une suite fictive à la série télévisée Daktari. Dans cet épisode, l'acteur principal, dans le cadre d'un remake de la série, se rend en Afrique du Sud pour le tournage. Cette histoire, bien que distincte de la série originale, s'inspire de son univers. Le récit dévoile un lodge africain pittoresque, où des événements mystérieux, liés à l'histoire du lieu, se déroulent à la nuit tombée.

## Diffusion française
Après une première diffusion aux États-Unis le 11 janvier 1966 sur le réseau CBS, la série est diffusée en France à partir du 25 août 1969 sur la première chaîne de l'ORTF, puis à partir de 1971 sur la deuxième chaîne, deux tranches de 13 épisodes, l'une au printemps, l'autre à l'automne. Une quatrième sélection de 13 épisodes est diffusée sur la même chaine de juillet à septembre 1973. L'ORTF choisit jusqu'en 1973 des épisodes des trois premières saisons américaines.  À partir de 1987, M6 rediffuse la série en quasi-intégralité dont les épisodes de la saison 4, ainsi que La Cinquième à partir de 1999.
Lors de la diffusion française, il n'est pas fait de distinction entre le personnage de Luke (présent dans trois épisodes de la saison 1) interprété par Don Marshall (en) et celui de Mike Makula, joué par Hari Rhodes. Aux Etats-Unis, la production a décidé de remplacer le comédien et le personnage.
La chaîne franco-allemande Arte consacre une soirée Daktari le 24 décembre 2007 avec la diffusion du film Clarence, le lion qui louchait, alors inédit en France. La version française du film est effectuée par Boulevard des Productions, à Strasbourg, avec les voix françaises de Denis Germain, Nathalie Mercier, Jacques Bachelier, Patricia Marmoras, Loïc Guingand et Richard Andrieux. La soirée s'est poursuivie avec le documentaire La véritable histoire de Daktari (Daktari - Die wahre Geschichte), plus particulièrement consacré à la vétérinaire Susanne Hart.

## DVD (France)
La série bénéficie d'une sortie vidéo en France chez l'éditeur LCJ Éditions et Productions.
- Daktari L'intégrale de la saison 1 (Coffret 6 DVD-9) édité et distribué par LCJ Éditions et Productions est sortie le 2 octobre 2018. Le ratio écran est en 1.33 4/3. Les masters sont issus d'une pellicule 35 mm. L'audio est en français 2.0 Dolby Digital sans sous-titres. L'intégralité des 18 épisodes est présente. Pas de bonus vidéo. Il s'agit d'une édition zone 2 PAL.
- Daktari L'intégrale de la saison 2 (Coffret 7 DVD-9) édité et distribué par LCJ Éditions et Productions est sortie le 12 mars 2019. Le ratio écran est en 1.33 4/3. Les masters sont issus d'une pellicule 35 mm. L'audio est en français 2.0 Dolby Digital sans sous-titres. Les 28 épisodes sont présents. Pas de bonus vidéo. Il s'agit d'une édition zone 2 PAL.
- Daktari L'intégrale de la saison 3 (Coffret 7 DVD-9) édité et distribué par LCJ Éditions et Productions est sortie le 9 janvier 2020. Le ratio écran est en 1.33 16/9. Les masters sont issus d'une pellicule 35 mm. L'audio est en français 2.0 Dolby Digital sans sous-titres. Les 28 premiers épisodes sont présents. L'épisode 18 est raccourci de 8 min. Pas de bonus vidéo. Il s'agit d'une édition zone 2 PAL.
- Daktari L'intégrale de la saison 4 (Coffret 5 DVD-9) édité et distribué par LCJ Éditions et Productions est sortie le 21 septembre 2020. Les 15 épisodes sont présents. Pas de bonus vidéo.Il s'agit d'une édition zone 2 PAL. Le 29e épisode de la saison 3 Le Retour de Judy figure en épisode final.